# جون فولي (لاعب كرة قاعدة)
جون فولي (بالإنجليزية: John Foley)‏ هو لاعب كرة قاعدة أمريكي، (ولد في براتلبورو في الولايات المتحدة 1857  م).

## وصلات خارجية
- جون فولي على موقعبيزبول رفرنس.كوم (الدوري الرئيسي) (الإنجليزية)
- جون فولي على موقعبيزبول رفرنس.كوم (الدوري الثانوي) (الإنجليزية)